# Municipio Metropolitano de Ekurhuleni
Ekurhuleni es un municipio metropolitano que forma parte del gobierno local de East Rand de la provincia de Gauteng, en Sudáfrica. El nombre Ekurhuleni significa el lugar de la paz en tsonga. Ekurhuleni es uno de los 6 distritos de la provincia de Gauteng y uno de los seis municipios metropolitanos de Sudáfrica. Su capital es Germiston. Su área es de 1,925 km² y su población es de 2,724,227. El Aeropuerto Internacional de Johannesburgo-Oliver Reginald Tambo  se encuentra en la región Kempton Park de Ekurhuleni. El Plan Integrado de Transporte masivo (2009-2013) se ha puesto en marcha para permitir que el municipio  progrese.

## Administración
Las siguientes ciudades y municipios conforman este municipio, creado en el año 2000.
- Alberton
- Bapsfontein
- Bedfordview
- Benoni
- Boksburg
- Brakpan
- Daveyton
- Duduza
- Edenvale
- Germiston
- Isando
- Katlehong
- Kempton Park
- KwaThema
- Nigel
- Reiger Park
- Springs
- Tembisa
- Thokoza
- Tsakane
- Vosloorus
- Wattville

## Demografía
Las siguientes estadísticas son del censo del 2001.
| Idioma    | Población | %      |
| --------- | --------- | ------ |
| Zulú      | 754 411   | 30.42% |
| Afrikáans | 321 103   | 12.95% |
| Sotho     | 282 641   | 11.40% |
| Sesotho   | 278 398   | 11.22% |
| Inglés    | 277 950   | 11.21% |
| Xhosa     | 213 389   | 8.60%  |
| Tsonga    | 141 484   | 5.70%  |
| Setsuana  | 76 896    | 3.10%  |
| Swati     | 45 357    | 1.83%  |
| Ndebele   | 44 496    | 1.79%  |
| Venda     | 25 753    | 1.04%  |
| Otros     | 18 396    | 0.74%  |

### Género
| Género    | Población | %      |
| --------- | --------- | ------ |
| Masculino | 1 258 513 | 50.74% |
| Femenina  | 1 221 747 | 49.26% |

### Grupo étnico
| grupo étnico | Población | %      |
| ------------ | --------- | ------ |
| Negro        | 1 891 452 | 76.26% |
| Blanco       | 482 080   | 19.44% |
| Coloured     | 67 064    | 2.70%  |
| India/Asia   | 39 664    | 1.60%  |